# Paix de Ratisbonne
La paix de Ratisbonne était un traité de paix en forme d'alliance entre la ville de Zurich et le duc Albert II d'Autriche, conclu les 23 et 25 juillet 1355 à Ratisbonne, pour une durée de dix ans. Négocié par l'empereur Charles IV, cet accord mit fin à la guerre opposant les Confédérés au duc et que la paix mal respectée de Brandebourg (1352) n'avait pas réussi à empêcher. 
Il reprit largement les dispositions de cette dernière. De plus, la ville de Zurich s'engagea, en tant que garante de la paix, à veiller, au besoin par les armes, à ce que les cantons de Suisse centrale (non signataires du traité) restituent les territoires conquis et reconnaissent les droits de souveraineté légitimes des Autrichiens. 
En 1365, Zurich, qui s'était à nouveau détourné de l'Autriche après la mort de Rodolphe Brun (1360), refusa, malgré les sommations répétées d'Albert, de proroger le traité, dont une clause prévoyait pourtant le renouvellement.